# ミナミオウギハクジラ
ミナミオウギハクジラ（南扇歯鯨、Mesoplodon grayi）はハクジラ亜目アカボウクジラ科オウギハクジラ属に属する小型のクジラである。

## 名称
種小名の「grayi」および英名の「Gray's」はイギリスの動物学者であるジョン・エドワード・グレイに由来する。
和名のミナミ（南）は南半球に棲息することに由来する。
他の英名としては、「Haast's Beaked Whale」や「Scamperdown Whale」などが知られる。

## 形態

ヒトとの大きさの比較。

成体の体長は雄が6m、雌が少なくとも5.3mであり、体重は1,100kg程度である。産まれた直後の体長は2.4mほどであると考えられる。
本種はオウギハクジラ類としては非常に細身の体型を持つ。頭部メロンは僅かに膨らんでいる程度であまり目立たない。口吻は非常に長く、唇の線は直線的である。雌雄とも上顎に歯茎から僅かに出ている17から22対の歯を有する。雄の下顎の中ほどには三角形の小さな歯がある。
全体的な体色は灰色であり、背側は濃い灰色、腹側は明るい灰色である。雌雄とも口吻は白い。雌の背は雄よりも明るい灰色であり、生殖器の周囲に白い模様がある。雌雄ともダルマザメによる噛み傷があり、雄の場合には別の雄と争ってできた傷跡があることも多い。
他の多くのアカボウクジラ類とは異なり、ミナミオウギハクジラはオウギハクジラ類としては唯一、アカボウクジラ類としてはタスマニアクジラ属のタスマニアクジラを除けば唯一、多数の歯を有している。

## 生息域、生息数
概して、南半球の南緯30度から45度の水深が2,000メートルを超える海域に生息する。集団座礁（マスストランディング）の多くはニュージーランドにおいて報告されているが、オーストラリア、南アフリカ、南アメリカ、フォークランド諸島などにおける報告例もある。マダガスカルの沖や南極海における群の目撃例も報告されている。変わった例として、遠く離れた北半球のオランダにおける座礁例が知られている。
全生息数は不明であるが、それほど少数ではないだろうと考えられている。国際自然保護連合 (IUCN) のレッドリストでは「データ不足」に分類されている。

## 生態

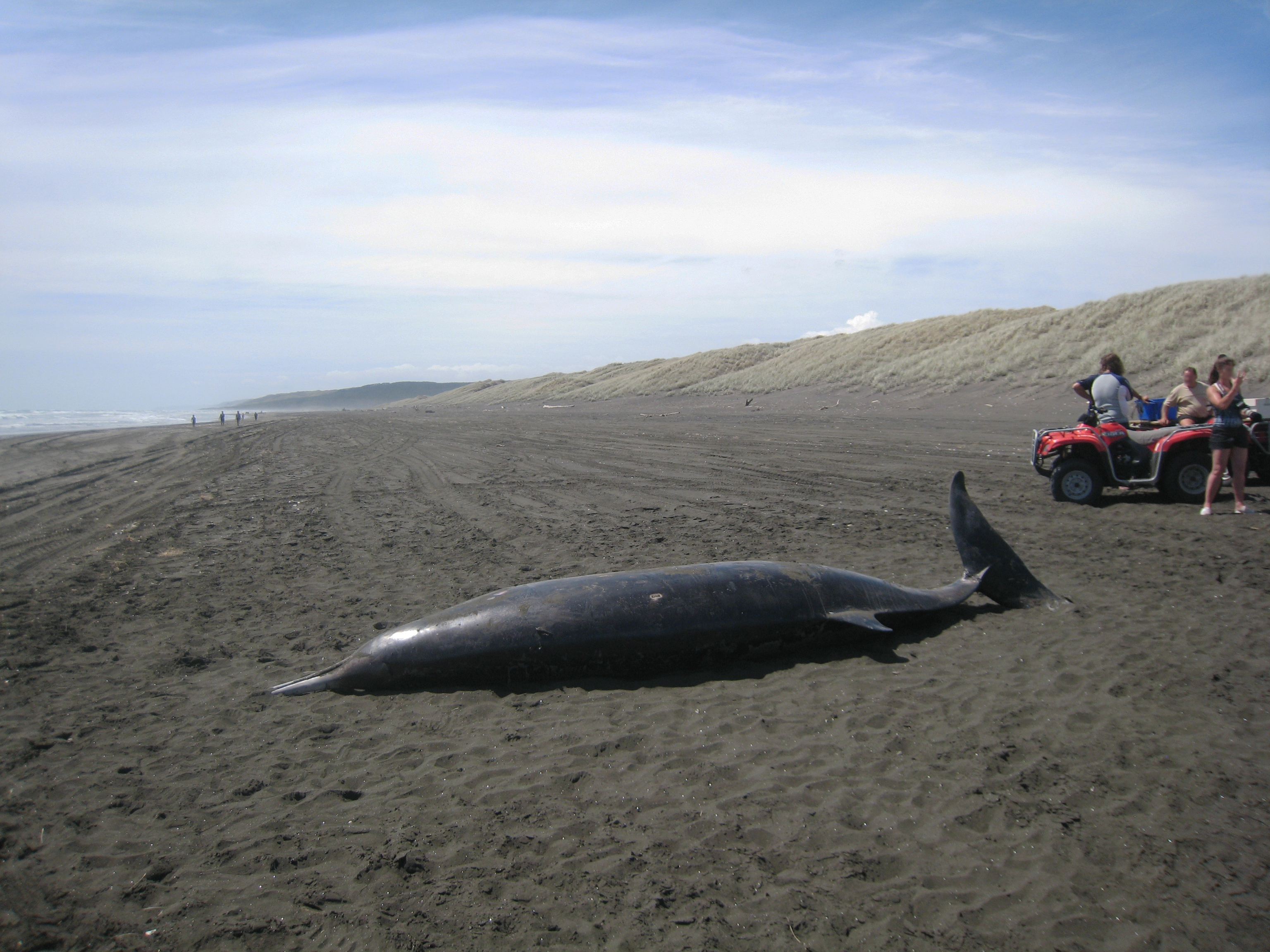
ニュージーランド、ポートワイカトに打ち上げられたミナミオウギハクジラ（メスの成体）の死骸

オウギハクジラ類としては比較的良く知られている種である。群を成して行動することが多く、集団座礁（マスストランディング）の報告例もアカボウクジラ類としては比較的多い。
集団座礁（マスストランディング）することが珍しくない。多くは5頭から8頭程度の集団座礁であるが、一度に20頭が座礁した例も知られている。
上述の通りアカボウクジラ類としては珍しく多数の歯を有する。上顎に生えている歯は獲物を捕食する際に使用されるかもしれないが、小さな歯であるため実際に役に立っているかどうかは不明である。

## 保護
捕鯨の対象とされたことはなく、漁網などによる混獲の被害の報告も知られていない。